# Joe Torre
Joseph Paul „Joe“ Torre (* 18. Juli 1940 in Brooklyn, New York City) ist ein ehemaliger US-amerikanischer Baseballspieler und -manager in der Major League Baseball (MLB). Sein Spitzname ist The Godfather.

## Biografie
Joe Torre begann seine Karriere in der Major League am 25. September 1960 bei den Milwaukee Braves. Gleich in seinem ersten at bat gelang ihm sein erster Basehit im Spiel gegen die St. Louis Cardinals. Hauptsächlich wurde er als Catcher aufgestellt, spielte aber auch auf der Position des First Baseman. 1961 belegte Torre in der Wahl zum Rookie des Jahres (Rookie of the Year)  den zweiten Platz hinter Billy Williams.
In den Jahren von 1963 bis 1967 wurde er als All Star berufen, 1965 gewann er den Gold Glove auf seiner Position als Catcher. Am 17. März 1969 wechselte er im Austausch mit Orlando Cepeda zu den St. Louis Cardinals. Die Cardinals benötigten vor allem die Fähigkeiten Torres als Schlagmann, so dass er bei dieser Station hauptsächlich als 1. Baseman eingesetzt wurde. Herausragende Leistungen in der Saison 1971 brachten ihm die Auszeichnung des Most Valuable Player der National League ein. Vier weitere Berufungen ins All-Star-Team von 1970 bis 1973 standen ebenfalls noch zu Buche.
1975 wechselte er zu den New York Mets, deren Manager er im Mai 1977 wurde. Da Torre die Doppelbelastung als Spieler und Manager nicht tragen wollte, beendete er im Alter von 37 Jahren seine Spielerkarriere. Bei den Mets blieb er bis 1981, danach wechselte er zu den Atlanta Braves. Hier gewann er den Divisionstitel der National League West 1982, ein zweiter und ein dritter Platz folgten.
Torre wechselte dann ins Kommentatorenteam der California Angels, kehrte aber im August 1990 als Manager zu den St. Louis Cardinals zurück. Somit hatte Torre bei jedem seiner Teams, für die er als Spieler tätig war, auch den Managerposten ausgeübt. Auch dort blieben ihm größere Erfolge verwehrt, was zur Folge hatte, dass er Mitte 1995 entlassen wurde.
Ohne jemals als Spieler oder Manager in der American League tätig gewesen zu sein, unterschrieb Torre am 2. November 1995 einen Vertrag in seiner Heimatstadt New York City bei den New York Yankees. Bereits in seiner ersten Saison führte er die Yankees in die World Series, die Torre weder als Spieler noch als Manager erreicht hatte und holte sich den Titel gegen die Atlanta Braves. In Torres Amtszeit erreichten die Yankees dann jedes Jahr die Playoffs. 1997 unterlagen sie den Cleveland Indians in der American League, aber von 1998 bis 2000 feierten die Yankees dreimal hintereinander den Gewinn der Meisterschaft. Gegner waren die San Diego Padres, Atlanta Braves und die New York Mets. 2001 und 2003 konnten die Yankees die American League gewinnen, unterlagen aber in den World Series gegen die Arizona Diamondbacks und die Florida Marlins.
Joe Torre war insgesamt zwölf Jahre Manager der Yankees, unter Besitzer George Steinbrenner die längste Amtszeit eines Managers. Am 7. Mai 2006 gewann Torre gegen die Texas Rangers sein 1000. Spiel als Manager der Yankees. Unzufrieden über das reduzierte finanzielle Angebot von Steinbrenner lehnte Torre die angebotene Vertragsverlängerung für die Saison 2008 ab und wechselte zu den Los Angeles Dodgers. Im September 2010 gab Torre bekannt, im folgenden Jahr nicht mehr als Manager zur Verfügung zu stehen. Sein Nachfolger wurde Don Mattingly.